# Senilidade
Senilidade  é o processo patológico de envelhecimento, caracterizado por desgaste celular após atingir a idade adulta e por declínio gradual no funcionamento dos sistemas corporais: cardiovascular, respiratório, genital, urinário, endócrino e imunológico etc.
É mito a associação da velhice com a profunda debilidade físico-intelectual, pois a maioria das pessoas mantêm suas capacidades físico-cognitivas em um grau notável.

## Características
Do ponto de vista físico observar-se os seguintes sinais: 
- Diminuição da altura, devido diminuição dos discos vertebrais, influenciando na curvatura da coluna;
- Atrofia dos aparelhos locomotores, diminuindo o apoio e regeneração dos tecidos conjuntivo e adiposo;
- Alterações na pele e embranquecimento dos cabelos, e;
- Diminuição contínua da capacidade funcional do sistema sensorial.